# A garissai egyetem elleni terrortámadás
2015. április 2-án az Al-Shabaab szomáliai terroristacsoport emberei fegyveres támadást hajtottak végre a kenyai Garissa város egyetemén és annak kollégiumában. A hajnali imádság során a merénylők elvegyültek a diákok között, ezután lövöldözni kezdek és túszokat ejtettek. Ezt követően a fegyveresek a kollégiumnak azon épülete felé indultak, ahol 360 diák lakott. Ezalatt többen el tudtak menekülni a többi épületekből.
A terroristák a szobákat végigjárva a diákokat kérdezgették, hogy muszlim vagy keresztény vallásúak-e, a keresztényeket pedig azonnali lelőtték. A merénylet során 147-en vesztették életüket, és 79-en sebesültek meg. Az intézmény két biztonsági őre a terroristákkal vívott tűzpárbaj során meghalt. A kenyai kormányerők a túszul ejtett diákok közül 587-et kiszabadítottak, és négy terroristát pedig megölték.
A BBC információi szerint a terrortámadás mögött Mohamed Mohamud (álnevén: Mohamed Dulyadin), az Al-Shabaab vezetője áll, akire a kenyai kormány még 2014 karácsonya előtt 215 ezer dolláros vérdíjat tűzött ki. Az iszlám terrorszervezet 2013 szeptemberében 67 embert ölt meg Nairobiban egy bevásárlóközpontban, 2014 novemberében pedig 28 nem muszlim utast gyilkolt le Manderában, egy busz elleni támadásban. 2014 decemberében egy kőbányában 36 nem muszlim munkást öltek meg.